# Alecko Eskandarian
Alecko Eskandarian (Montvale, 9 luglio 1982) è un ex calciatore statunitense, di ruolo attaccante.

## Palmarès

### Club

#### Competizioni nazionali
- Campionato MLS: 1

DC United: 2004
- MLS Supporters' Shield: 1

DC United: 2006

### Individuale
- Hermann Trophy: 1

2002